# Atletica leggera ai Giochi della XXV Olimpiade - 400 metri piani femminili

Video della Finale

I 400 metri piani hanno fatto parte del programma femminile di atletica leggera ai Giochi della XXV Olimpiade. La competizione si è svolta nei giorni 1-5 agosto 1992 allo Stadio del Montjuic di Barcellona.

## Presenze ed assenze delle campionesse in carica
| Competizione         | Atleta             | Prestazione | Barcellona 1992 |
| -------------------- | ------------------ | ----------- | --------------- |
| Olimpiadi 1988       | Olga Bryzgina      | 48”65       | Presente        |
| Commonwealth 1990    | Fatima Yusuf       | 51”08       | Assente         |
| Goodwill Games 1990  | Ana Fidelia Quirot | 50”34       | Solo 800 m      |
| Europei 1990         | Grit Breuer        | 49”50       | Squalif.        |
| Asiatici 1990        | Li Guilian         | 52”13       | Assente         |
| Panamericani 1991    | Ana Fidelia Quirot | 49”61       | Solo 800 m      |
| Africani 1991        | Fatima Yusuf       | 50”71       | Assente         |
| Mondiali 1991        | Marie-José Pérec   | 49”13       | Presente        |
|                      |                    |             |                 |
| Mondiali junior 1988 | Grit Breuer        | 51”24       | Squalif.        |

## La gara
Le due maggiori candidate alla vittoria finale, Perec e Bryzgina, si scontrano in semifinale; vince la Perec con 49"48. La Bryzgina (49"76 per lei) è affiancata dalla sorprendente colombiana Ximena Restrepo, che non era mai scesa sotto i 50 secondi.

Olga Bryzgina sa che in finale dovrà stroncare la Perec sul ritmo. L'ucraina parte velocissima, passa ai 200 in 23"7 e ai 250 metri annulla il décalage. Tuttavia la Perec non si fa staccare. Riduce metro dopo metro il distacco; quando mancano 60 metri al traguardo passa in testa e vince a grandi falcate.

Si classifica al sesto posto la vincitrice dei Trials, Rochelle Stevens, in 50"11.

## Risultati

### Turni eliminatori
| 6 Batterie         | 1º agosto | 41 partenti   | Si qualificano le prime 4 + gli 8 migliori tempi. |
| 4 Quarti di finale | 2 agosto  | 8 + 8 + 8 + 8 | Si qualificano le prime 4.                        |
| 2 Semifinali       | 3 agosto  | 8 + 8         | Si qualificano le prime 4.                        |
| Finale             | 5 agosto  | 8 concorrenti |                                                   |

### Finale
| Pos | Paese             | Atleta           | Tempo |
| --- | ----------------- | ---------------- | ----- |
|     | Francia           | Marie-José Pérec | 48"83 |
|     | Squadra Unificata | Olga Bryzgina    | 49"05 |
|     | Colombia          | Ximena Restrepo  | 49"64 |